# Phoenicurus alaschanicus
Phoenicurus alaschanicus е вид птица от семейство Muscicapidae. Видът е почти застрашен от изчезване.

## Разпространение
Видът е разпространен в Китай.